# Mistrzostwa Azji w Maratonie 2002
Mistrzostwa Azji w Maratonie 2002 – zawody lekkoatletyczne na dystansie maratońskim, które odbyły się 24 lutego 2002 w Hongkongu.
Były to ósme odrębne mistrzostwa Azji w maratonie, we wcześniejszych latach trzykrotnie (1973, 1975 oraz 1985) konkurencję tę rozgrywano w ramach mistrzostw Azji w lekkoatletyce.

## Rezultaty

### Mężczyźni
| Konkurencja:    | 1. miejsce    | Rezultat | 2. miejsce  | Rezultat | 3. miejsce      | Rezultat |
| Bieg maratoński | Satoshi Osaki | 2:16:46  | Kurao Umeki | 2:18:03  | Maung Maung Nge | 2:23:15  |

### Kobiety
| Konkurencja:    | 1. miejsce    | Rezultat | 2. miejsce | Rezultat | 3. miejsce       | Rezultat |
| Bieg maratoński | Zhang Shujing | 2:36:27  | Mio Kiuchi | 2:38:35  | Hideko Yoshimura | 2:42:21  |